# Tom Heinsohn
Thomas William Heinsohn (Jersey City, 26 augustus 1934 – Newton, 9 november 2020) was een Amerikaans basketbalspeler en basketbalcoach die als power forward speelde. Hij speelde negen seizoenen in de NBA (1956-1965), allen voor Boston Celtics. Daarmee werd hij acht keer kampioen. Na zijn actieve carrière was hij ook nog negen seizoenen hoofdcoach van Boston Celtics (1969-1978), waarmee hij als zodanig nog twee keer NBA-kampioen werd. Boston Celtics haalde Sanders' rugnummer 15 in 1966 uit de roulatie om hem te eren. Hij werd in 1986 opgenomen in de Basketball Hall of Fame voor zijn prestaties als speler en in 2015 nog een keer voor die als coach.
Heinsohn was een vaste waarde in de Boston Celtics-teams die van 1957 tot en met 1965 negen jaar op rij de NBA-finale bereikten en daarin acht keer kampioen werden. Hij kwam in die seizoenen gemiddeld meer dan 72 wedstrijden per jaar in actie in de reguliere competitie en meer dan 11 per jaar in de play-offs. Hij speelde in totaal meer dan 750 wedstrijden voor Boston Celtics. Heinsohn is één van vier spelers in de NBA-historie die acht NBA-titels wonnen. Alleen Bill Russell (11) en Sam Jones (10) wonnen er meer.
Heinsohn werd in 1957 verkozen tot Rookie of the Year en was zes keer All-Star (1957, 1961-1965). Hij werd in 1973 verkozen tot Coach of the Year.

## Erelijst
| Prijs        | Aantal     | Jaren                                           |
| Als speler   | Als speler | Als speler                                      |
| ------------ | ---------- | ----------------------------------------------- |
| Kampioen NBA | 8x         | 1957, 1959, 1960, 1961, 1962, 1963, 1964, 1965, |
| Als coach    |            |                                                 |
| Kampioen NBA | 2x         | 1974, 1976                                      |

6 Russell ·
14 Cousy ·
15 Heinsohn ·
16 Nichols ·
17 Phillip ·
18 Loscutoff ·
19 Risen ·
20 Hemric ·
21 Sharman ·
23 Ramsey ·
29 Tsioropoulos ·
Coach Auerbach
6 Russell ·
14 Cousy ·
15 Heinsohn  ·
16 Swain ·
17 Conley ·
18 Loscutoff ·
21 Sharman ·
23 Ramsey ·
24 S. Jones ·
25 KC Jones ·
29 Tsioropoulos ·
Coach Auerbach
6 Russell ·
14 Cousy ·
15 Heinsohn ·
16 Richter ·
17 Conley ·
18 Loscutoff ·
20 Guarilia ·
21 Sharman ·
23 Ramsey ·
24 S. Jones ·
25 KC Jones ·
Coach Auerbach
6 Russell ·
14 Cousy ·
15 Heinsohn ·
16 Sanders ·
17 Conley ·
18 Loscutoff ·
20 Guarilia ·
21 Sharman ·
23 Ramsey ·
24 S. Jones ·
25 KC Jones ·
Coach Auerbach
4 Braun ·
6 Russell ·
14 Cousy ·
15 Heinsohn ·
16 Sanders ·
18 Loscutoff ·
20 Guarilia ·
21 Phillips ·
23 Ramsey ·
24 S. Jones ·
25 KC Jones ·
Coach Auerbach
4 Lovellette ·
6 Russell ·
12 Swartz ·
14 Cousy ·
15 Heinsohn ·
16 Sanders ·
17 Havlicek ·
18 Loscutoff ·
20 Guarilia ·
23 Ramsey ·
24 S. Jones ·
25 KC Jones ·
Coach Auerbach
4 Lovellette ·
6 Russell ·
12 Naulls ·
15 Heinsohn ·
16 Sanders ·
17 Havlicek ·
18 Loscutoff ·
20 Siegfried ·
21 McCarthy ·
23 Ramsey ·
24 S. Jones ·
25 KC Jones ·
Coach Auerbach
6 Russell ·
11 Counts ·
12 Naulls ·
15 Heinsohn ·
16 Sanders ·
17 Havlicek ·
18 Thompson ·
20 Siegfried ·
21 Bonham ·
24 S. Jones ·
25 KC Jones ·
Coach Auerbach
7 Williams · 
10 White · 
11 Kuberski · 
12 Chaney · 
17 Havlicek · 
18 Cowens · 
19 Nelson · 
20 Hankinson · 
29 Finkel · 
32 Downing · 
35 Silas · 
44 Westphal · 
Coach Heinsohn
10 White · 
11 Scott · 
17 Havlicek · 
18 Cowens · 
19 Nelson · 
27 Stacom · 
30 McDonald · 
31 Boswell · 
33 Kuberski · 
34 Ard · 
35 Silas · 
42 Anderson · 
Coach Heinsohn